# Stonychophora kuthyi
Stonychophora kuthyi är en insektsart som först beskrevs av Griffini 1911.  Stonychophora kuthyi ingår i släktet Stonychophora och familjen grottvårtbitare. Inga underarter finns listade i Catalogue of Life.